# Södra Åkarps socken
Södra Åkarps socken i Skåne ingick i Oxie härad, ingår sedan 1974 i Vellinge kommun och motsvarar från 2016 Södra Åkarps distrikt.
Socknens areal är 11,22 kvadratkilometer varav 11,18 land. År 2000 fanns här 382 invånare. Kyrkbyn Södra Åkarp med sockenkyrkan Södra Åkarps kyrka ligger i socknen. 

## Administrativ historik
Socknen har medeltida ursprung. Före den 1 januari 1886 (ändring enligt beslut den 17 april 1885) var namnet Åkarps socken.
Vid kommunreformen 1862 övergick socknens ansvar för de kyrkliga frågorna till Åkarps församling och för de borgerliga frågorna bildades Åkarps landskommun. Landskommunen uppgick 1952 i Månstorps landskommun som upplöstes 1974 då denna del uppgick i Vellinge kommun. Församlingen uppgick 2002 i Vellinge-Månstorps församling.
1 januari 2016 inrättades distriktet Södra Åkarp, med samma omfattning som församlingen hade 1999/2000.  
Socknen har tillhört län, fögderier, tingslag och domsagor enligt vad som beskrivs i artikeln Oxie härad. De indelta soldaterna tillhörde Södra skånska infanteriregementet, Skytts kompani, Skånska dragonregementet, Malmö skvadron, överstelöjtnantens kompani och Skånska husarregementet, Arrie skvadron, Månstorps kompani.

## Geografi
Södra Åkarps socken ligger sydost om Malmö. Socknen är en odlad slättbygd på Söderslätt.

## Fornlämningar
Boplatser och två dösar från stenåldern är funna. Från bronsåldern finns gravhögar och boplatser. Från järnåldern finns boplatser och flatmarksgravar.

## Namnet
Namnet skrevs 1310 Akathorp och kommer från kyrkbyn. Efterleden är torp, 'nybygge'. Förleden innehåller mansnamnet Åke..